# Marek Špilár
Marek Špilár (11. februar 1975 - 7. september 2013) var en slovakisk fodboldspiller.

## Slovakiets fodboldlandshold
| Slovakiets landshold | Slovakiets landshold | Slovakiets landshold |
| År                   | Kmp                  | Mål                  |
| -------------------- | -------------------- | -------------------- |
| 1997                 | 11                   | 0                    |
| 1998                 | 12                   | 0                    |
| 1999                 | 1                    | 0                    |
| 2000                 | 0                    | 0                    |
| 2001                 | 0                    | 0                    |
| 2002                 | 6                    | 0                    |
| Total                | 30                   | 0                    |